# Климко Ольга Олександрівна
О́льга Олекса́ндрівна Климко́ (* 1960) — українська наїзниця (кінний спорт; виїздка). Майстер спорту міжнародного класу.

## З життєпису
Народилася 1960 року в місті Київ. Виступала за київську кінноспортивну школу «Динамо».
Переможниця Спартакіади народів СРСР (1983).
Фіналістка літніх Олімпійських ігор-1988 (4-те місце у команді).
Срібна призерка чемпіонату Європи (1991).
Учасниця Літніх Олімпійських ігор-1992 (44 місце в особовому заліку).
Від 1992 мешкає в Німеччині, але на міжнародних змаганнях продовжувала представляти Україну.